# Bursa corrugata
Bursa corrugata là một loài ốc biển, là động vật thân mềm chân bụng sống ở biển trong họ Bursidae.

## Miêu tả
Độ dài vỏ lớn nhất ghi nhận được là 75 mm.

## Môi trường sống
Độ sâu nhỏ nhất ghi nhận được là 2 m. Độ sâu lớn nhất ghi nhận được là 137 m.

## Hình ảnh

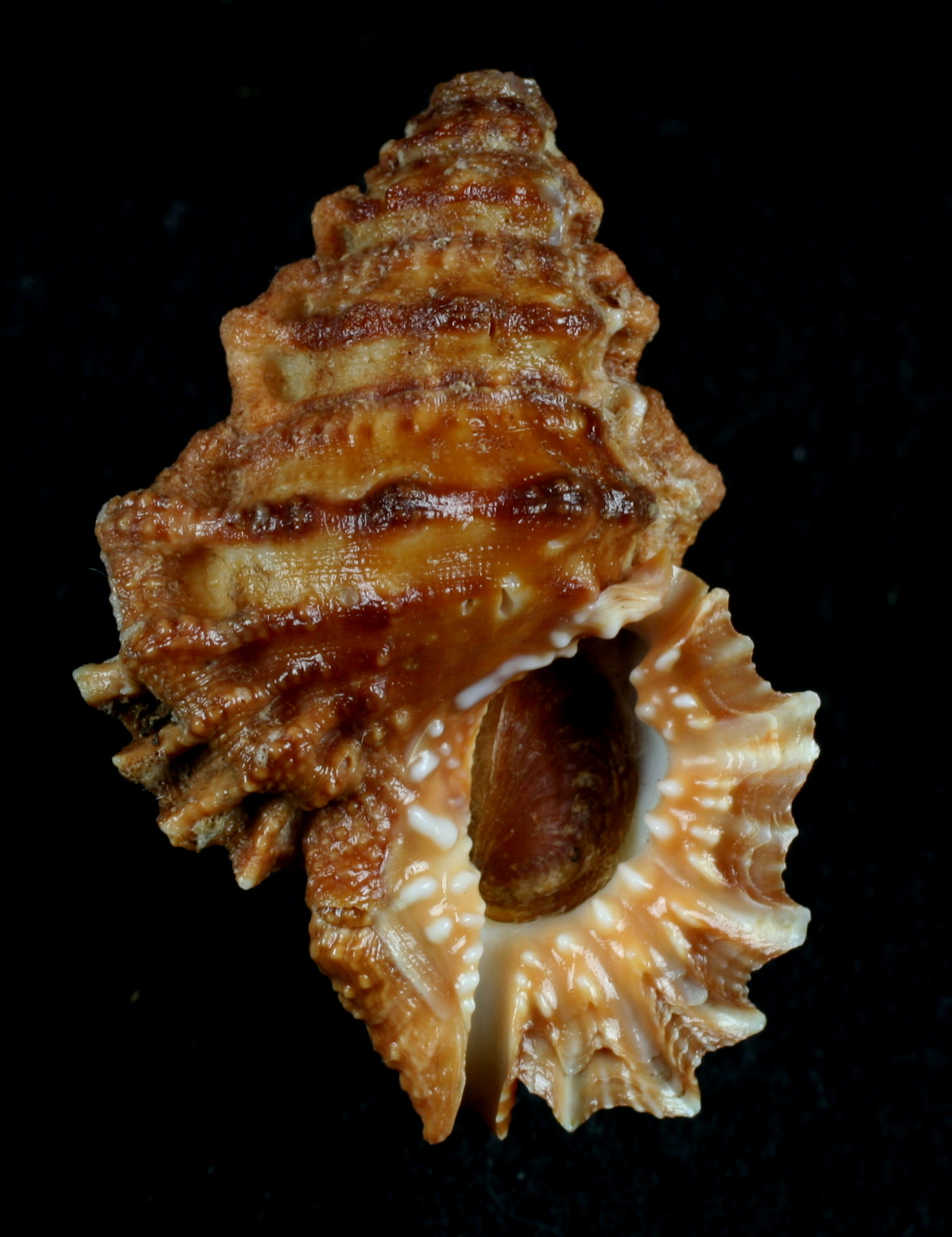
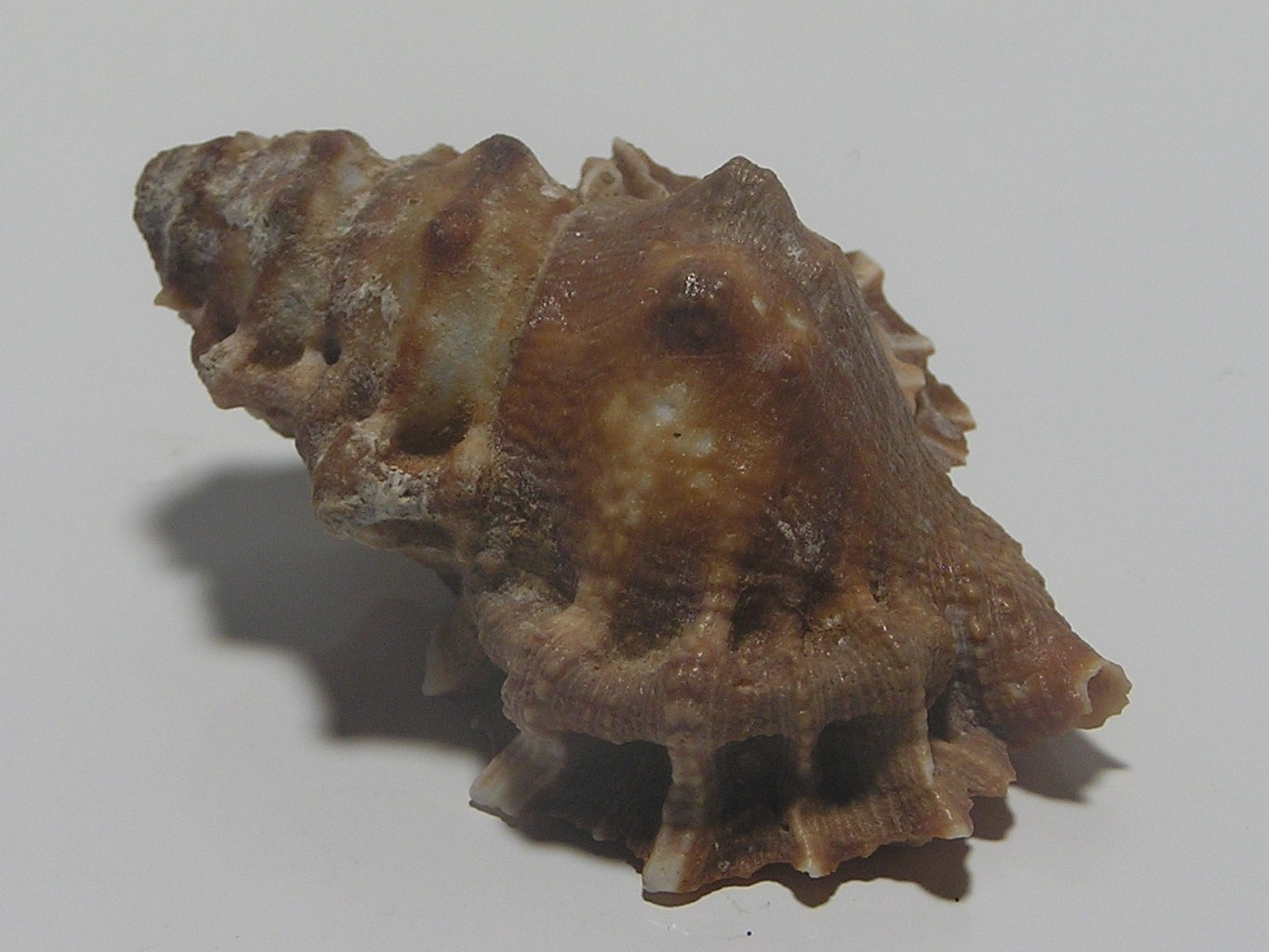